# 34e régiment d'infanterie (France)
Pour les articles homonymes, voir 34e régiment.
Le 34e régiment d'infanterie (34e RI) est un régiment d'infanterie de l'Armée de terre française créé sous la Révolution à partir du régiment d'Angoulême, un régiment français d'Ancien Régime.

## Création et différentes dénominations
- 1er janvier 1791 : Tous les régiments prennent un nom composé du nom de leur arme avec un numéro d’ordre donné selon leur ancienneté. Le régiment d'Angoulême devient le 34e régiment d'infanterie de ligne ci-devant Angoulême.
- 1793 : Amalgamé il prend le nom de 34e demi-brigade de première formation
- 1796 : Création de la 34e demi-brigade de deuxième formation
- 1803 : Constitue le 34e régiment d'infanterie de ligne
- 16 juillet 1815 : comme l'ensemble de l'armée napoléonienne, il est licencié à la Seconde Restauration
- 11 août 1815 : création de la Légion du Bas-Rhin
- 1820 : La légion du Bas-Rhin est amalgamée et renommée 34e régiment d'infanterie de ligne.
- 1887 : Renommé 34e régiment d'infanterie
- 1914 : À la mobilisation, il donne naissance au 234e régiment d'infanterie
- 1922 : Dissolution
- 1939 : Reformation
- 22 juin 1940 : Dissolution
- 1er janvier 1945 : Création
- 30 novembre 1945 : Dissolution
- 1978 : Recréation
- 29 novembre 1997 : Dissolution

## Chefs de corps
- 1790 : Armand-Sigismond, comte de Sérent
- 1791 : colonel Simon François de Bisson
- 1791 : Louis Antoine Choin de Montgay, marquis de Montchoisy[Note 1]
- 1792 : colonel François Jean Legrand
- 1792 : Hugues Alexandre Joseph Meunier
- 1794 : chef de brigade Barrère
- 1796 : chef de brigade Mazas
- 1803 : colonel Jean Antoine Dejean
- 1804 : Colonel Pierre Dumoustier ;
- 1806 : Colonel Charles-François Remond, dit Remonda (*) ;
- 1812 : colonel Joseph Marie Doré de la Ricochais
- 1812 : colonel François Fondousse
- 1813 : colonel Joseph Antoine Faure-Labarbère
- 1815 : colonel Jean Antoine Augustin Mouton
- 1816 : colonel de Tressan
- 1820 : colonel comte de Fayolles de Mellet
- 1821 : colonel baron de Véron de Farincourt
- 1824 : Colonel Louis de Roucy, comte de Roucy ;
- 1830 : Colonel Louis Marie Charles Hurault de Sorbée ;
- 1839 : colonel Chambon
- 1848 : colonel Bousquet
- 1853 : Colonel Charles Micheler ;
- 1855 : colonel de Colomb
- 1859 : colonel Pinard
- 1863 : colonel Arnaudeau
- 1865 : colonel Weisemburger
- 1866 : colonel Martin
- 1867 : colonel Sarrette
- 1869 : Colonel Charles Hervé ;
- 1875 : colonel Fariau
- 1885 : colonel Malcor
- 1885 : colonel Jeannerod
- 1886 : colonel Kessler
- 1886 : colonel Lespinasse
- 1888 : Colonel Jean Edmond Dessirier ;
- 1893 : colonel de Breuille
- 24 décembre 1907 - 21 septembre 1911 : Colonel Noël Jean-Baptiste Henri Alphonse Dumas ;
- 27 mars 1913 - 13 septembre 1914 : Colonel François Henri Robert Jules Capdepont ;
- 1914 : Colonel Olive.
- 1915 : Colonel Gladel.
- 1915 : Colonel Leduc.
- 1916 : Colonel Meurisse.
- 1919 : Colonel de Troyat.
- 1919 - 1921 : Colonel de Valon.
- 1939 - 1940 : Lieutenant-Colonel Brocard.
- 1945 : Lieutenant-Colonel Dussarat.
- 1945 : Lieutenant-Colonel Baril.
- 1978 : Colonel Ferrier.
- 1982 : Colonel Mule.
- 1987 : Colonel Bonifacj.
- 1989 : Colonel Garner.
- 1992 : Colonel Tauzin.
- 1994 :
- 1996 - 1997 : ?

## Historique des garnisons, combats et batailles du34eRI

### 34erégimentd'infanterie ci-devant Angoulême (1791-1793)

#### Guerres de la Révolution et de l'Empire

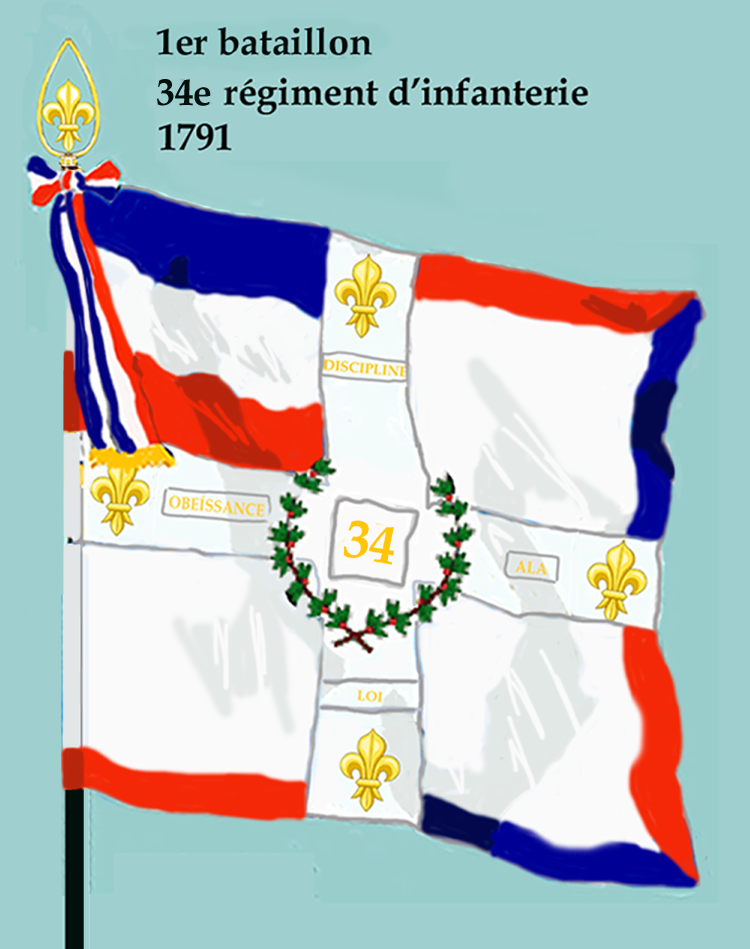
Drapeau du 1er bataillon du 34e régiment d'infanterie de ligne de 1791 à 1793
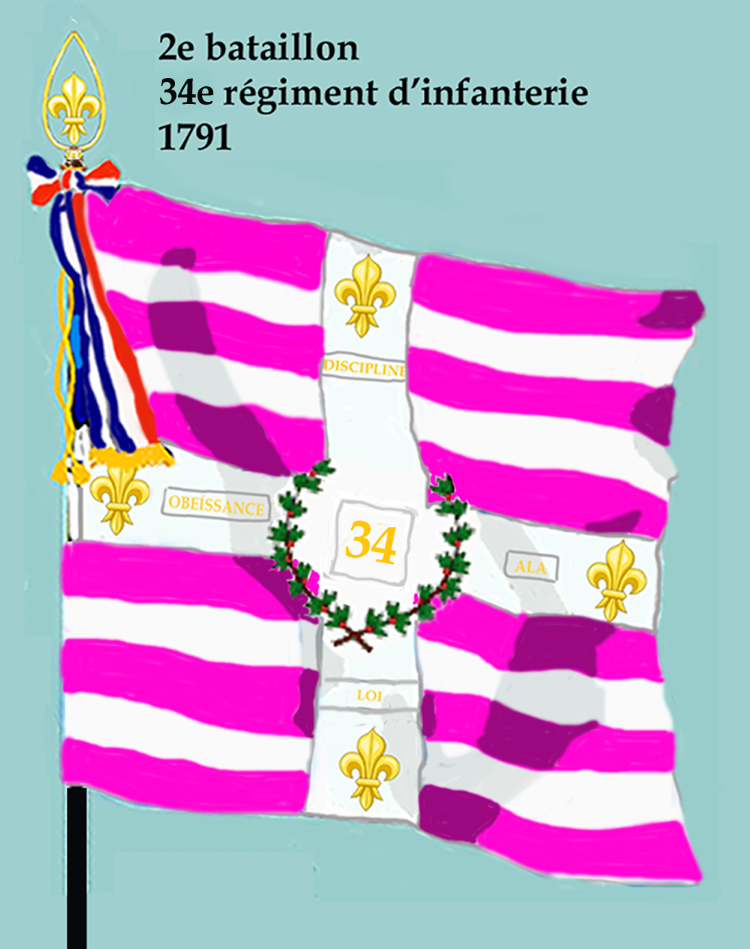
Drapeau du 2e bataillon du 34e régiment d'infanterie de ligne de 1791 à 1793

L'ordonnance du 1er janvier 1791 fait disparaître les diverses dénominations, et les corps d'infanterie ne sont désormais plus désignés que par le numéro du rang qu'ils occupaient entre eux. Ainsi, 101 régiments sont renommés. Les régiments sont toutefois largement désignés avec le terme ci-devant, comme 34e régiment d'infanterie ci-devant Angoulême.
En 1791, le régiment de la Martinique, qui s'était révolté en 1790, était toujours retranché au fort Bourbon. Afin de débloquer la situation le régiment de la Guadeloupe, appelé pour combattre cette insurrection, se révolta également et alla rejoindre les insurgés.
 Les 2e bataillons des 31e, 34e et 58e régiment d'infanterie furent embarqués à Brest ainsi que le 2e bataillon du 25e embarqué à Nantes et débarquèrent en Martinique pour être employé contre les rebelles. Les 2e bataillons des 25e et 34e refusèrent d'agir contre les rebelles. Ils furent renvoyés en France et débarquèrent en juin à Rochefort et à Brest. Le 2e bataillon du 58e refusa quant à lui de débarquer et revint en juin à Brest .

En 1792 il quitte la Basse-Normandie où il tenait garnison depuis le mois de mai 1789, et commence les campagnes de la Révolution et de l'Empire en étant affecté à l'armée du Nord.
En novembre 1792, le 2e bataillon participe à la bataille de Jemappes.

### 34edemi-brigadede première formation (1793-1796)

#### Guerres de la Révolution et de l'Empire
En 1793, lors du premier amalgame la 34e demi-brigade de première formation est formée avec les :
- 2e bataillon du 17e régiment d'infanterie (ci-devant Auvergne)
- 3e bataillon de volontaires de la Meuse
- 4e bataillon de volontaires de la Moselle

Affecté à l'armée de Belgique il se trouve, le 18 mars 1793 à la bataille de Neerwinden, le 8 septembre à la bataille de Hondschoote et le 16 octobre à la bataille de Wattignies.
En 1794-1795, il fait partie de l'armée du Nord avec laquelle il combat à Fleurus, puis il passe à l'armée de Sambre-et-Meuse et à l'armée de Rhin-et-Moselle.

### 34edemi-brigadede deuxième formation (1796-1803)

#### Guerres de la Révolution et de l'Empire
La 34e demi-brigade de deuxième formation est formée le 1er ventôse an V (19 février 1797) par l'amalgame des :
- 85e demi-brigade de première formation (1er bataillon du 43e régiment d'infanterie (ci-devant Royal-Vaisseaux), 1er bataillon de volontaires de la Haute-Marne et 5e bataillon de volontaires du Bas-Rhin)
- 148e demi-brigade de première formation (2e bataillon du 80e régiment d'infanterie (ci-devant Angoumois), 7e bataillon de volontaires de la Gironde et 11e bataillon de volontaires de la Gironde)
- 1er bataillon du 67e régiment d'infanterie (ci-devant Languedoc) (Non amalgamé et qui devait former le noyau de la 125e demi-brigade de première formation)
- 2e bataillon du 67e régiment d'infanterie (ci-devant Languedoc) (Non amalgamé et qui devait former le noyau de la 126e demi-brigade de première formation)
- 3e bataillon de volontaires de Seine-et-Oise
- 3e bataillon bis de volontaires du Pas-de-Calais également appelé bataillon de volontaires d'Arras
- 2e bataillon de volontaires de Paris (3e formation)

En 1798, il fait partie de l'armée d'Italie. Le 8 août 1798, une compagnie du régiment, stationnée à Antibes, montée sur une felouque armée porte secours à cinq bâtiments français aux prises avec un cutter et deux corsaires anglais. La compagnie enlève aux Anglais deux navires qui étaient déjà tombés en leur mains, et leur prend un brick marchand espagnol et un petit bâtiment génois capturés sur les côtes italienne.
Le 20 nivôse an VII (9 janvier 1799), un détachement de la demi-brigade est utilisé pour former à Grenoble la 110e demi-brigade de deuxième formation.
 En 1799, le régiment participe aux batailles de Novi et de Mondovi.
En 1800, il se trouve aux combats de la rivière de Gênes, de Saint-Jacques de Ligurie et de Saint-Barthélemy de Ligurie.

### 34erégimentd'infanterie de ligne (1803-1815)

#### Guerres de la Révolution et de l'Empire
Par décret du  1er vendémiaire an XII (24 septembre 1803), le Premier Consul prescrit une nouvelle réorganisation de l'armée française. Il est essentiel de faire remarquer, pour faire comprendre comment, souvent le même régiment avait en même temps des bataillons en Allemagne, en Espagne et en Portugal, ou dans d'autres pays de l'Europe, que, depuis 1808, quelques régiments comptaient jusqu'à 6 bataillons disséminés, par un ou par deux, dans des garnisons lointaines et dans les diverses armées mises sur pied depuis cette date jusqu'en 1815.

Ainsi, le 34e régiment d'infanterie de ligne est formé à 4 bataillons avec les deux bataillons de la 34e demi-brigade de deuxième formation et les deux bataillons de la 80e demi-brigade de deuxième formation
En 1805, durant la campagne d'Allemagne, il fait partie de la Grande Armée et participe à la bataille d'Ulm et le 2 décembre à la bataille d'Austerlitz.
En 1806 durant la campagne de Prusse, il se trouve le  10 octobre à la bataille de Saalfeld, puis le 14 octobre à la bataille d'Iéna et le 26 décembre à la bataille de Pultusk.
En 1807, pendant la campagne de Pologne il concoure aux victoires des batailles d'Ostrolenka et de de Friedland.
En 1809, le régiment est avec l'armée d'Espagne, dans le cadre de la guerre d'indépendance espagnole et il participe à la prise de Saragosse et aux combats et batailles de Lucena, de Jaca, pont de l'Arzobispo et d'Ocaña.
En 1811, le 34e participe au siège de Badajoz, à la bataille de Gebora et au combat d'Arroyo Molinos.
En 1812, il se trouve à la défense de Burgos.
En 1813, affecté à l'armée des Pyrénées, il participe à la  défense de Saint Sébastien.
En 1814, il assiste aux combats autour de Bayonne puis le 27 février à la bataille d'Orthez et à la bataille de Toulouse.
Après l'exil de Napoléon Ier à l'île d'Elbe, l'ordonnance royale du 12 mai 1814 qui réorganise les corps de l'armée française, le 34e régiment prend le no 33.
À son retour de l'île d'Elbe, le 1er mars 1815, Napoléon Ier prend, le 20 avril 1815, un décret qui rend aux anciens régiments d'infanterie de ligne les numéros qu'ils avaient perdus.

En 1815, durant les Cent-Jours, il se trouve à l'armée du Nord et participe à la bataille de Fleurus.
Après la seconde abdication de l'Empereur, Louis XVIII réorganise de l'armée de manière à rompre avec l'héritage politico-militaire du Premier Empire.
A cet effet une ordonnance du 16 juillet 1815 licencie l'ensemble des unités militaires françaises.

### Légion du Bas-Rhin (1815-1820)
Par ordonnance du 11 août 1815, Louis XVIII crée les légions départementales. La Légion du Bas-Rhin, qui deviendra le 34e régiment d'infanterie de ligne en 1820, est créée.

### 34e régiment d'infanterie de ligne (1820-1882)

#### 1820 à 1852
En 1820 une ordonnance royale de Louis XVIII réorganise les corps de l'armée française en transformant les légions départementales régiments d'infanterie de ligne. Ainsi, le 34e régiment d'infanterie de ligne est formé avec les 3 bataillons de la légion du Bas-Rhin.
En mars 1823, le 34e de ligne est rattaché au 1er corps de l'armée engagée dans l'expédition d'Espagne. Cette armée entre en Espagne le 7 avril et participe cette année 1823 au siège de Cadix et à la bataille du Trocadéro. 
En 1824, il se trouve à la prise de Tarifa.

Une fois la rébellion vaincue, le régiment reste en occupation. Il est toujours à la division de Cadix en 1828, qui rentre en France à partir de juin de cette année.
En 1830, le 34e régiment de ligne fait partie de l'expédition  d'Alger et prend part à l'investissement, au siège et à la prise d'Alger, du 30 juin au 5 juillet. 
 Le 23 juillet il fait l'expédition de Blida sous les ordres du maréchal Bourmont. Au retour de cette expédition, la faible colonne qui la compose soutient plusieurs combats qui lui font honneur.
Du 17 au 29 novembre, le 34e de ligne fait partie de l'expédition de l'Atlas, sous le commandement du général Clauzel, et participe à la prise de Blida le 18, ainsi qu'à la prise de Médéa.
En décembre, 1 bataillon du 34e participe à la seconde expédition de Médéa.
Le 34e régiment de ligne rentre en France à la fin du mois de décembre 1830.

Le 18 septembre 1830, une ordonnance créé le 4e bataillon et porte le régiment, complet, à 3 000 hommes.
En 1848, deux bataillons sont envoyés dans l'armée chargée de réprimer les Journées de Juin.

#### Second Empire
En 1854, le régiment est à la 1re division du 3e corps de l'armée du Nord, sauf le 3e bataillon à Périgueux. L'année suivante, il est à la 4e division de l'armée de Paris.
Le régiment est en 1859 à la 3e division du 1er corps de l'armée d'Italie. Le 24 juin, il participe à la bataille de Melegnano puis à celle de Solférino.
En 1865, le régiment est à la division d'Oran, en 1866 et 1867 à la division d'Alger,.
En mai 1870, le régiment est à Bayonne avec dépôt à Mirande.
Au début de la guerre franco-allemande de 1870, le 34e de ligne a son dépôt à Mirande. Il part le 7 août 1870 à l'Armée de Châlons. Au sein du 12e corps, il combat le 31 août 1870 à la bataille de Bazeilles puis, bloqué à Sedan, il part en captivité.
Le dépôt du régiment met sur pied pendant la guerre de nombreuses compagnies destinées à former des régiments de marche. Le 24 novembre 1870, 2 compagnies du 34e régiment d'infanterie de ligne qui composent le 44e régiment de marche sont engagés dans les combats de Chilleurs, Ladon, Boiscommun, Neuville-aux-Bois et Maizières dans le Loiret. Le 9 janvier 1871, ces deux compagnies sont engagés dans la bataille de Villersexel.

#### De 1871 à 1914

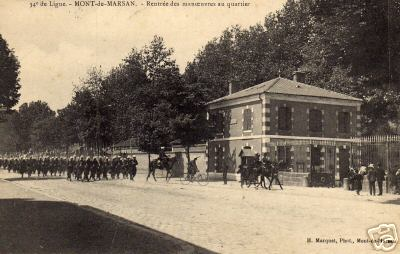
Entrée de la caserne du de ligne de retour des manœuvres - année inconnue, environ 1910

En mars 1871, le 34e régiment de marche, engagé à l'armée de Versailles, fusionne dans le 34e de ligne. De même, le 34e régiment bis de marche, en cours de formation à partir du 23 février 1871 à Grenoble avec les 14e et 15e compagnies de dépôt du 3e de ligne, la 11e compagnie de dépôt du 21e de ligne, les 9e et 10e compagnies de dépôt du 47e de ligne, la 11e compagnie du 53e de ligne et des évadés de captivité d'Allemagne et d'internés en Suisse, fusionne dans le 34e de ligne.
Le 27 mars 1871, des éléments du régiment rentrant de captivité sont amalgamés avec d'autres éléments de diverses unités pour former le 1er régiment d'infanterie provisoire.
En septembre 1873, à la réorganisation de l'Armée, il est rattaché à la 71e brigade de la 36e division d'infanterie du 18e corps d'armée.
En 1876 il se trouve à la caserne Bosquet de Mont-de-Marsan où il va demeurer jusqu'en 1914;
En 1881, le régiment participe à la campagne de Tunisie et à la prise de Kairouan.
Le 4e bataillon est en Algérie en 1883, puis le 1er bataillon en 1884 et ensuite le 3e bataillon en 1885. Le bataillon détaché en Algérie revient en métropole par ordre du 25 avril 1886.
De 1895 à 1897, 1 compagnie du 34e RI participe à l'expédition de Madagascar et à la prise de Tananarive et forme le 200e régiment d'infanterie.

### 34e régiment d'infanterie

#### Première Guerre mondiale
Au début de la guerre, le régiment est caserné à Mont-de-Marsan, il appartient à la 71e brigade, 36e division d'infanterie, au 18e corps d'armée. Le régiment reste à la 36e division d'infanterie tout au long du conflit. Il obtiendra quatre citations à l'ordre de l'armée, à Hurtebise en 1915, Plateau de Californie en 1917, Assainvilliers et à Verneuil en 1918.

##### 1914
- le 24 août : bataille de Charleroi
- le 29 août : bataille de Guise
- bataille de la Marne
- Aisne septembre-décembre : plateau de Craonne, Craonnelle

##### 1915
- Aisne : Chemin des Dames, Hurtebise

##### 1916
- mai : bataille de Verdun, bois de Vaux Chapitre, bois de la Caillette, bois Fumin, Douaumont.
- juin-août : secteur de la Marne, bois de la Gruerie
- Somme

##### 1917
- 15 avril : bataille du Chemin des Dames.
- décembre : une pièce, Cœurs de Poilus, composée et jouée par les soldats du régiment, est jouée au foyer du régiment dans le village de Sommes-Suippes en Champagne où ils ont leurs cantonnements de repos. La pièce est publiée (en 1919 ?) par l'imprimerie Joseph Pindat, 73 rue Léon-Gambetta, Mont-de-Marsan[30],[31].

##### 1918
- Picardie
- Verdun
- Chemin des Dames

#### Entre-deux-guerres
Le 1er janvier 1922, il est dissous mais ses traditions sont conservées dans la région par le 18e régiment d'infanterie.

#### Seconde Guerre mondiale
Il est recréé en août 1939 comme régiment d'infanterie de forteresse et est mobilisé par le centre mobilisateur d'infanterie no 201. Il est affecté dans le secteur fortifié du Bas-Rhin dans le sous-secteur d'Erstein et appartient à la 103e division d'infanterie de forteresse (DIF). Il est composé de deux bataillons, puis de deux compagnies CEC[Quoi ?] (la 5e et 6e).
Le 21 juin 1940, le 1er bataillon poursuit sa retraite vers Rothau où, englobé dans la reddition des armées, il doit déposer les armes le 24 juin.
Il doit déposer les armes le 24 juin, et est dissous en juillet 1940. Il reçoit une citation à l'ordre de la division[réf. nécessaire].

#### De 1945 à nos jours
Il est reconstitué le 1er janvier 1945 au Verdon, combat à la Pointe de Grave en mars 1945 et pour ses actions obtient la croix de Guerre 1939-1945 avec une étoile d'argent.

Le 2 avril 1945, le chef de bataillon Baril reçoit des mains du ministre de la Guerre Diethlem, en présence du général de Gaulle, le drapeau du 34e RI à Paris, place de la Concorde. Le régiment est dissous le 30 novembre 1945.
Il renaît comme régiment de réserve en 1978. Mis sur pied par le 6e RPIMa à Mont-de-Marsan, rattachement 115e Brigade de Zone. Il est à nouveau dissous le  29 novembre 1997.

## Drapeau
Il porte, cousues en lettres d'or dans ses plis, les inscriptions suivantes :
- Fleurus 1794
- Austerlitz 1805
- Iéna 1806
- Solferino 1859
- L'Aisne 1914-1917
- Verdun 1916
- Picardie 1918
- Vauxaillon 1918

## Décorations
Sa cravate est décorée de la Croix de Guerre 1914-1918 avec quatre palmes, de la Croix de guerre 1939-1945 avec une étoile d'argent puis de la Médaille d'or de la ville de Milan.
Il porte la fourragère aux couleurs du ruban de la Médaille militaire.

## Insigne
L'insigne représente les armes de la maison du duc de Savoie, premier propriétaire du régiment. Ecu de gueules à la croix d'ivoire chargée du millésime 1775 d'or en abîme (date de sa création). Sur un chef d'émail blanc, inscription 34e RI d'or en abîme. Cet insigne est homologué le 2 avril 1979 sous le numéro G 2689.

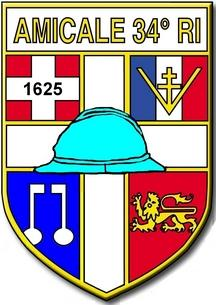
Insigne de l'amicale. L'insigne évoque l'infanterie, la France combattante, les armes de Mont de Marsan et le lion léopardisé d'Aquitaine. Au centre se trouve un casque de poilu 1914-1918.

## Personnalités ayant servi au sein du régiment
- Marcel Canguilhem (1895-1949), dit Cel le Gaucher, artiste (illustrateur, sculpteur)
- Georges Babet (1890-1917), lieutenant tué sur le plateau de Craonne le 6 mai 1917, son nom de plume est inscrit au Panthéon dans la liste des 560 écrivains morts pour la France.
- Jean Duclos (1895-1957), député
- Olivier-Hourcade (1892-1914), poète, Mort pour la France à Oulches le 21 septembre 1914
- André Labat, sportif
- Louis Lebrun (1769-1853), chef d'escadron, soldat le 15 février 1791 dans le 34e régiment d'infanterie (ci-devant « Angoulême »)
- Hugues Alexandre Joseph Meunier, général français de la Révolution et de l’Empire, alors lieutenant-colonel
- Paul Soutiras (1893-1940), officier français mort pour la France en 1940.

## Sources et bibliographies
- Archives militaires du Château de Vincennes.
- Victor Belhomme, Histoire de l'infanterie en France, t. 5, Henri Charles-Lavauzelle, 1902 (lire en ligne).
- Serge Andolenko, Recueil d'historiques de l'infanterie française, Paris, Eurimprim, 1969, 413 p. (OCLC 23418405).
- Le 34e Régiment d'Infanterie de Ligne 1789-1815
- Aristide Martinien : Tableaux, par corps et par batailles, des officiers tués et blessés pendant les guerres de l'Empire (1805-1815)
- French Infantry Regiments and the Colonels who Led Them: 1791 to 1815
- Historiques des corps de troupe de l'armée française (1569-1900)
- Abel Hugo : France militaire: 1792-1837, Histoire des armées françaises de terre et de mer de 1792 à 1837 Tome 5
- Léon Galibert : Histoire de l'Algérie ancienne et moderne depuis les premiers establissements des Carthaginois jusques et y compris les dernières campagnes du général Bugeaud avec une introduction sur les divers systèmes de colonisation qui ont précède la conquête Française (1843)
- Jean-Baptiste Pébaÿ : Base Leonore des dossiers de la Légion d’honneur, dossiers nominatifs